# Gaia Servadio
Gaia Cecilia Metella Servadio  (Padua, 13 de septiembre de 1938 - 20 de agosto de 2021) fue una escritora  italiana.  Conocida como por Tanto gentile e tanto onesta, Luchino Visconti. Biografía, Historia de R.. Estuvo casada con el historiador de arte británico William Mostyn-Owen y Hugh Myddelton Biddulph.

## Biografía
Servadio nació en Padua, hija del químico industrial, Luxardo Servadio y su esposa Bianca Prinzi. Su padre era judío y su madre era siciliana y católica. Recibió una licenciatura de la Escuela de Arte Camberwell de Londres.
Desde muy joven empezó a colaborar en importantes periódicos italianos e ingleses. Su primera novela Tanto gentile e tanto onesta, también conocida como Melinda, fue publicada en 1967 por Feltrinelli en Italia y Weidenfeld & Nicolson en el Reino Unido, y fue "un éxito arrollador". 
Ha enseñado y dado conferencias en distintas universidades de Italia, Gran Bretaña y Estados Unidos. colaborado con el Times, el Sunday Times , el Observer, el Daily Telegraph y el Corriere della Sera. Fue enviada durante la Guerra de los Seis Días. Fue vicepresidenta de prensa extranjera en Londres.
Servadio estuvo casada con el historiador de arte británico William Mostyn-Owen c. 1961-1989, y tuvieron tres hijos, Owen (1962), Allegra (1964) y Orlando (1973). En 1968, vivían en "aproximadamente 23 habitaciones" de un ala del castillo de Aberuchill, Perthshire, Escocia.
Su hija Allegra, profesora de arte, fue la primera esposa del político Boris Johnson. Su hijo Orlando es artista y pintor.
Servadio vivía en Belgravia, Londres. Tras su divorcio de Mostyn-Owen, en 1995 Servadio se casó con Hugh Robert Myddelton, de Chirk Castle en Gales, otro ex etoniano. En 2001, su apellido se cambió a Myddelton Biddulph y se convirtieron en Hugh Robert Myddelton Biddulph y Gaia Servadio Myddelton Biddulph. Permanecieron casados hasta su muerte. Murió el 20 de agosto de 2021.

## Obras

### Ficción
- Tanto gentile e tanto onesta (Feltrinelli, 1967)
- Don Giovanni e L'azione consiste (Feltrinelli, 1968)
- Il Metodo (Feltrinelli,1970}}
- Un'infanzia diversa (Rizzoli, 1988)
- Il lamento di Arianna (La Tartaruga, 1988)
- La storia di R. (Rizzoli, 1990)
- Abramo, La vallata. 1990.
- E i morti non sanno (Dario Flaccovio Ed., 2005)
- Raccogliamo le vele - Autobiografia (Feltrinelli, 2014)
- Didone Regina (Frassinelli, 2017)
- Giudei, Milano, Bompiani, 2021.

### Música
- La vera Traviata. Libretto, in Angelo Inglese, cantata scenica in un prologo, 7 scene ed epilogo, 2013.
- The Last Zodiac, Poems, in Marcello Panni, 12 Lieder for voice and orchestra, 2015.

### No ficción
- Angelo La Barbera. A profile of a Mafia Boss, London, Quartet Books, 1974.
- Mafioso, London, Martin Secker & Warburg Ltd, 1976.
- To a Different World, London, Hamish Hamilton 1979.
- Luchino Visconti, Mondadori, 1980.
- La Donna del Rinascimento, Garzanti, 1986.
- Traviata. Vita di Giuseppina Strepponi, Rizzoli, 1994.
- Servadio, Gaia (1993). Incontri. Forster, Sraffa, Lowell, Matta, McCarthy. Abramo. Abramo. ISBN 978-88-8324-056-0.
- Mozia. Alla scoperta di una civiltà scomparsa, Flaccovio Dario, 2003.
- Servadio, Gaia (2004). Rossini. Una vita. Dario Flaccovio. Flaccovio. ISBN 978-88-7758-554-7.
- Sammezzano, London, Idea Books, 2007.
- Il Rinascimento allo specchio, Milano, Salani, 2007.
- Gods, Sailors and Merchants. The Whitakers and Marsala wine, Torino, Allemandi&C, 2009
- Incoronata pazza. Il mistero di Giovanna, figlia di re, madre di re, regina sacrificata, Milano, Salani, 2010.
- C'è del marcio in Inghilterra, Milano, Salani, 2011.
- Poetry. Tuscany and Umbria, a collection of Poetry of Place, London, Eland, 2011.
- Gioachino Rossini Una vita, Feltrinelli 2015.
- I viaggi di Dio, Milano, Feltrinelli, 2016.
- L'italiano più famoso del mondo: vita e avventure di Giovanni Belzoni, Milano, Bompiani, 2018.
- A Wartime Childhood, London, John Sandoe, 2020.

### Historia
- Ancient Syrian writings: Syrian preclassical and classical texts, Damascus, General Secretariat of Damascus, 2009. Government publication.